# 鄭輔東
鄭輔東（1863年—1936年），字靖侯，日就乡人。清朝政治人物、進士出身。
光緒二十年（1894年），登進士，同年五月，以主事分部学习，任戶部主事，后外任豐城縣知縣、南昌縣知縣、星子縣知縣、樂平縣知縣。民國初年，經舉薦擔任泰州縣知縣，后因選票舞弊，經武簡侯檢舉而辭職。